# Juni 2025
Portal Geschichte | Portal Biografien | Aktuelle Ereignisse | Jahreskalender | Tagesartikel

◄ |
20. Jahrhundert |
21. Jahrhundert

◄ |
1990er |
2000er |
2010er |
2020er
| 2030er | 2040er

◄ |
2021 |
2022 |
2023 |
2024 |
2025
| 2026 | 2027 | 2028 | 2029 | ►

◄ |
März 2025 |
April 2025 |
Mai 2025 |
Juni 2025 |
Juli 2025 |
August 2025 |
September 2025 |
►
Dieser Artikel behandelt tagesbezogene Nachrichten und Ereignisse im Juni 2025. Eine Artikelübersicht zu thematischen „Dauerbrennern“ und zu länger andauernden Veranstaltungen findet sich auf der Seite zu den laufenden Ereignissen.

## Tagesgeschehen

### Sonntag, 1. Juni 2025

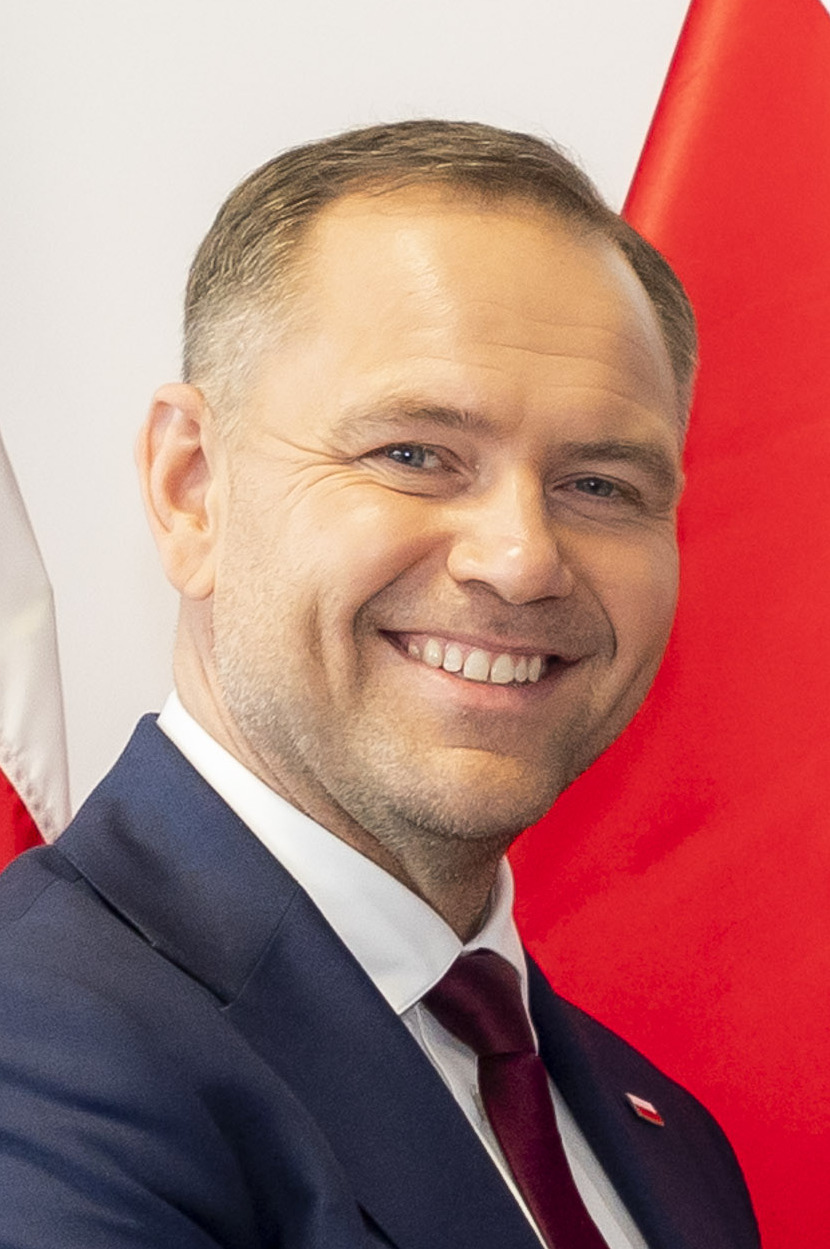
Karol Nawrocki (2025)

- Polen: Karol Nawrocki gewinnt die Präsidentschaftswahl im zweiten Wahlgang.
- Plowdiw/Bulgarien: Letzter Tag der Ruder-Europameisterschaft.
- Hamburg/Deutschland: Bei einem Brand im Marienkrankenhaus sterben drei Menschen, weitere 26 werden teils schwer verletzt.[1]
- Russland: Mit der Operation Spinnennetz gelingt dem Sicherheitsdienst der Ukraine während des Russisch-Ukrainischen Krieges die Zerstörung einiger russischer Militärflugzeuge.

### Dienstag, 3. Juni 2025
- Seoul/Südkorea: Die Präsidentschaftswahl in Südkorea gewinnt der Oppositionskandidat Lee Jae-myung.[2]

### Mittwoch, 4. Juni 2025

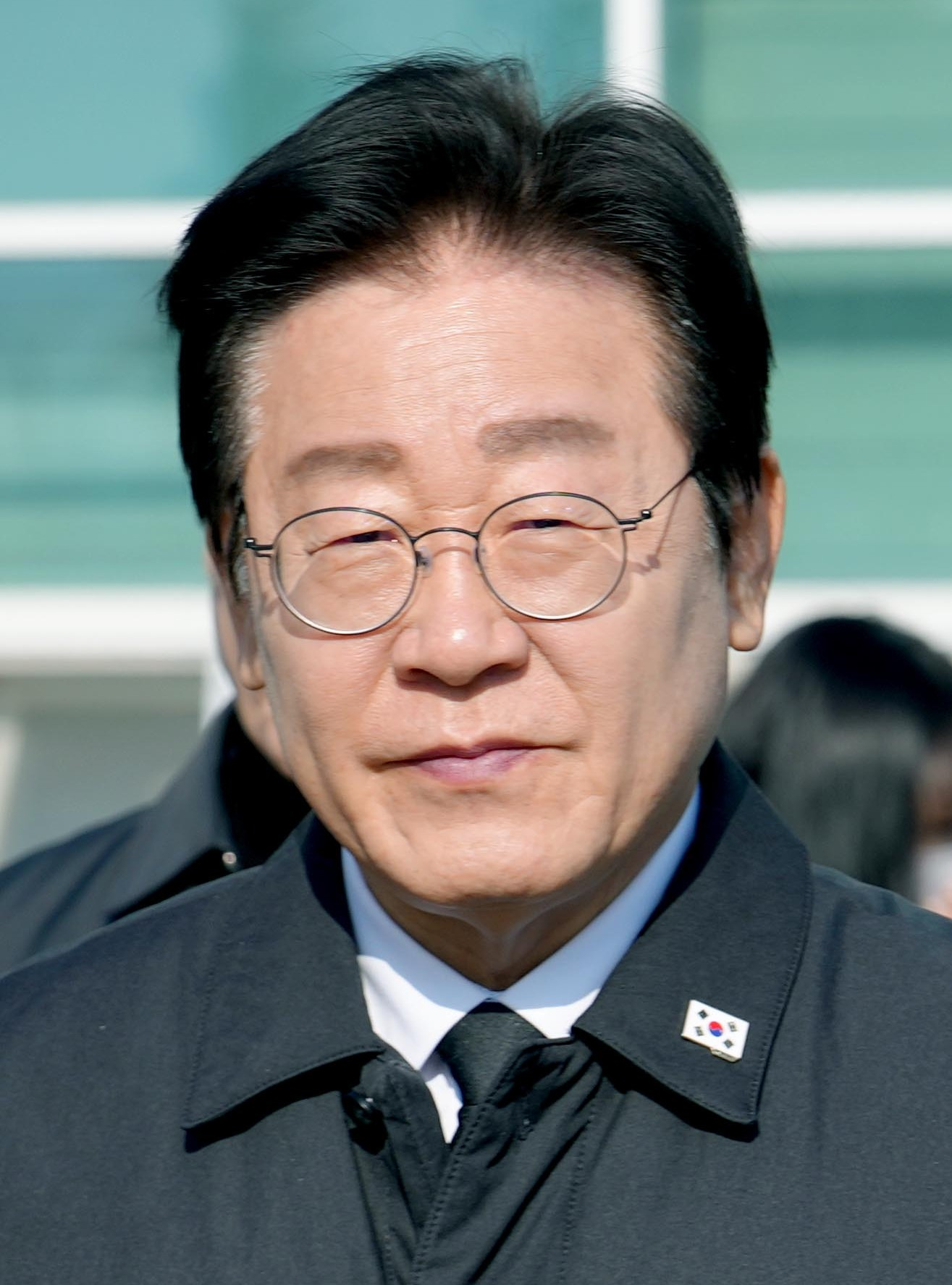
Lee Jae Myung (2025)

- Seoul/Südkorea: Lee Jae-myung wird zum Präsident der Republik Korea ernannt und beginnt seine Arbeit.[3]
- Bengaluru/Indien: Bei einer Massenpanik nach dem Gewinn der nationalen Cricket-Meisterschaft werden in der indischen Stadt Bengaluru mehrere Menschen getötet. Nach Angaben des indischen Fernsehsenders NDTV kommen bei der Siegesparade der Royal Challengers inmitten einer dicht gedrängten Menge mindestens elf Personen ums Leben. Mehr als 25 weitere Menschen werden demnach verletzt.[4]

### Donnerstag, 5. Juni 2025
- Burundi: Parlamentswahl in Burundi.

### Freitag, 6. Juni 2025
- Dreamnight at the Zoo: Internationales Zoo-Fest für Kinder mit Behinderung.
- Lindau (Bodensee)/Deutschland: Das Kuratorium Nationalerbe-Bäume der Deutschen Dendrologischen Gesellschaft (DDG) zeichnet den Riesenlebensbaum im Toskanapark zum Nationalerbe-Baum aus.[5]

### Sonntag, 8. Juni 2025
- Paris/Frankreich: Die French Open finden ihren Abschluss.

### Montag, 9. Juni 2025
- Nizza/Frankreich: 3. Ozeankonferenz der Vereinten Nationen (United Nations Ocean Conference, UNOC3, bis 13. Juni).[6] Die Regierung Trump entsendet keine offizielle Delegation.[7]

### Dienstag, 10. Juni 2025

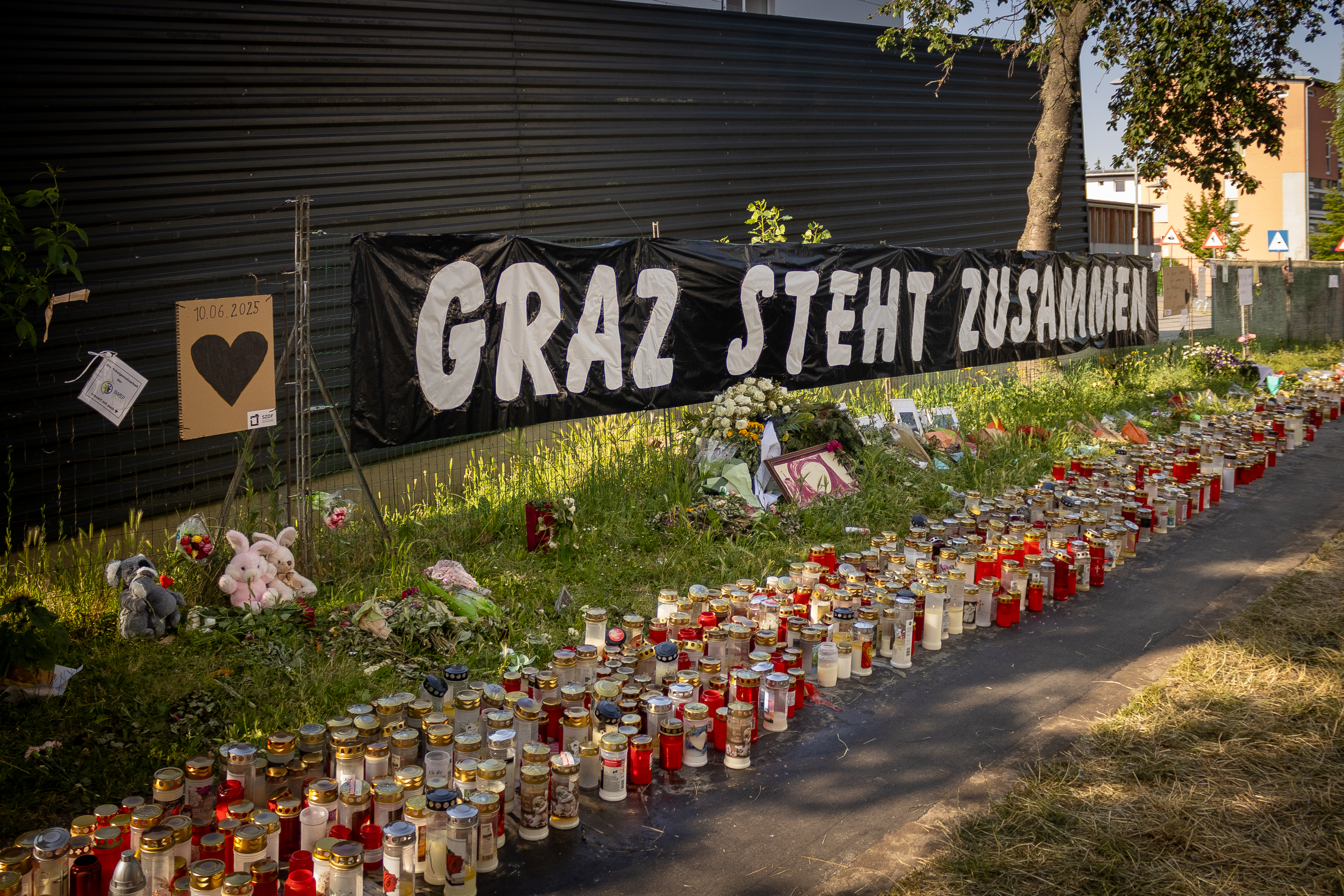
Temporäre Gedenkstätte in Graz

- Europa/Weltweit: Das europäische Erdbeobachtungsprogramm Copernicus hat den Mai 2025 als den weltweit zweitwärmsten Mai seit Messbeginn gemeldet.
- Graz/Österreich: Am Oberstufenrealgymnasium in der Dreierschützengasse ereignet sich ein Amoklauf mit mindestens elf Toten (siehe: Amoklauf in Graz 2025).
- Wien/Österreich: Konstituierende Sitzung der 22. Wahlperiode des Wiener Gemeinderates und Landtages und Wahl von Landesregierung und Stadtsenat Ludwig III[8]

### Mittwoch, 11. Juni 2025
- Kanada: Erstbeschreibung der Saurier-Art Khankhuuluu mongoliensis durch das Team um Jared T. Voris und Darla K. Zelenitsky von der Universität Calgary im wissenschaftlichen Fachmagazin Nature.[9]

### Donnerstag, 12. Juni 2025

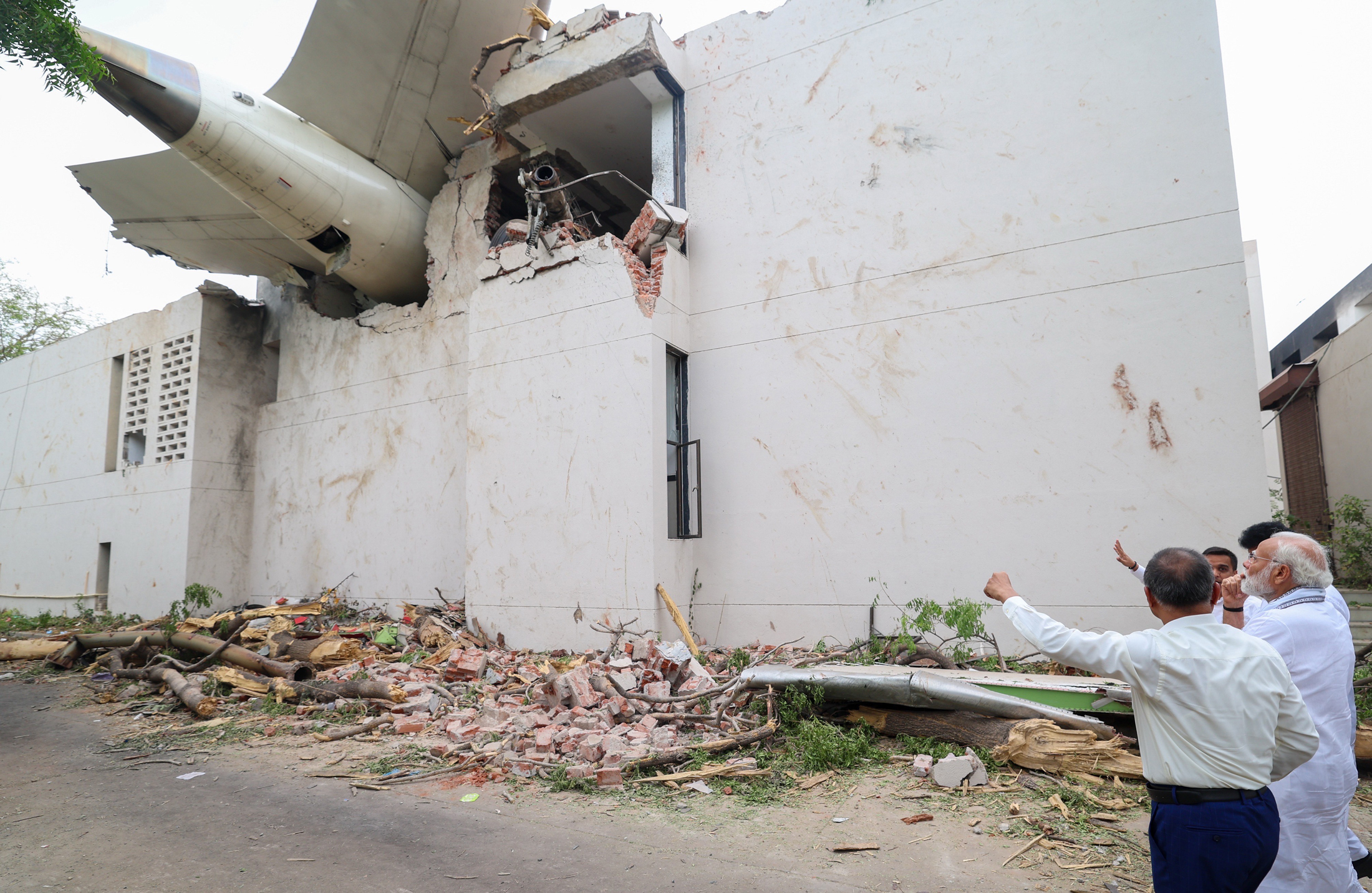
Reste des abgestürzten Flugzeugs

- Wien/Österreich: Bei der Verleihung des Österreichischen Filmpreises 2025 werden Mit einem Tiger schlafen von Anja Salomonowitz und The Village Next to Paradise von Mo Harawe mit jeweils fünf Preisen ausgezeichnet.[10]
- Ahmedabad/Indien: Bei einem Flugzeugabsturz über der westindischen Stadt gab es unter den Passagieren und dem Bord-Personal 241 Opfer[11] und einen Überlebenden.[12]

### Freitag, 13. Juni 2025
- Naher Osten: Das israelische Militär greift mehrere Ziele im Iran an. Unter dem Decknamen Operation „Rising Lion“ beginnt der Israelisch-iranische Krieg.

### Samstag, 14. Juni 2025
- Vereinigte Staaten:

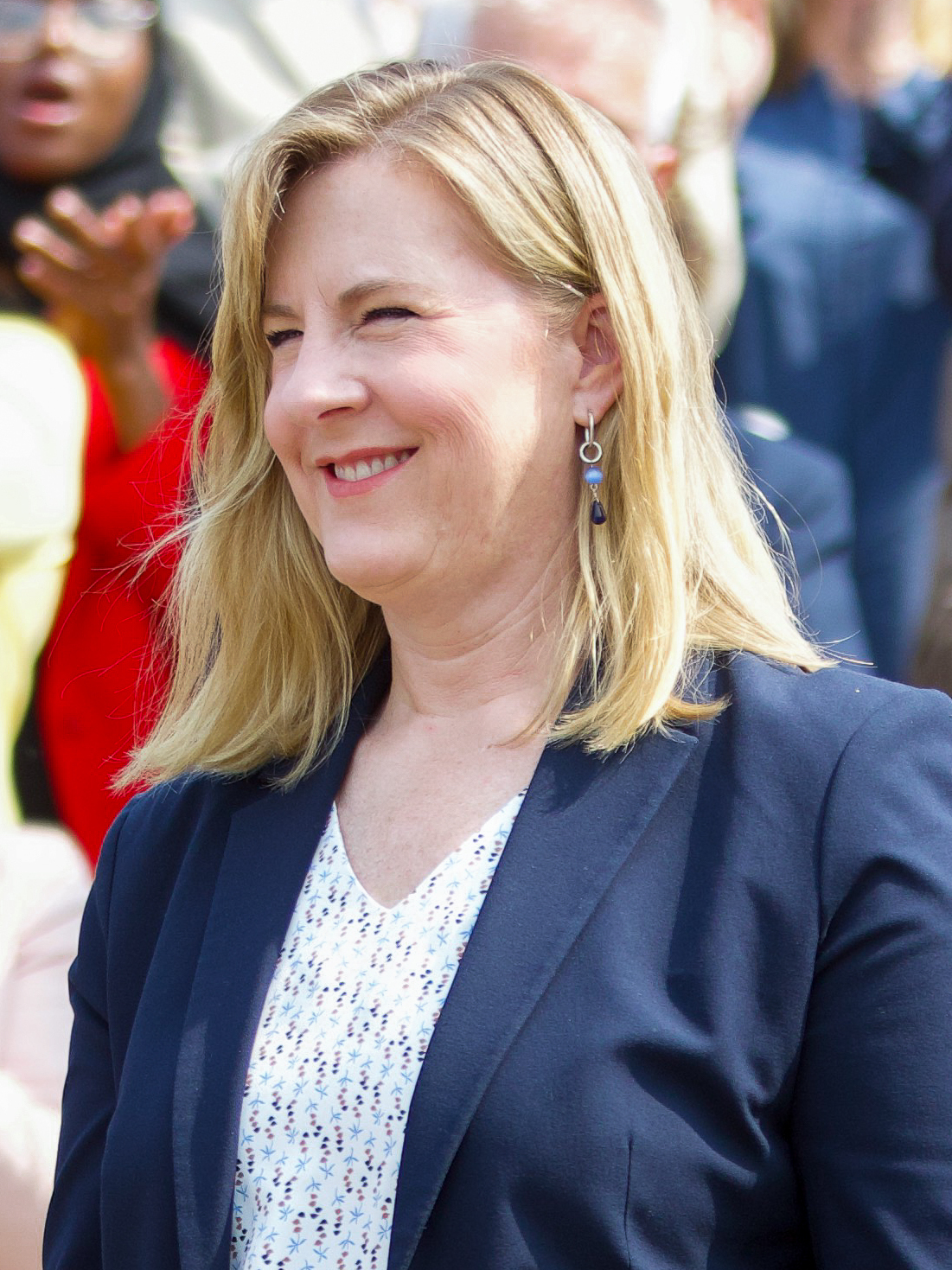
Melissa Hortman (2023)

  - Brooklyn Park (Minnesota): Am frühen Samstagmorgen wird die demokratische Abgeordnete Melissa Hortman und ihr Ehemann in ihrem Wohnhaus erschossen. Die Polizei geht von einem politischen Motiv aus. Bei einem weiteren Angriff in Champlin wird der demokratische Politiker John Hoffman und dessen Frau niedergeschossen und schwer verletzt.
  - Los Angeles: Die Popsängerin Nezza singt vor einem Spiel der Los Angeles Dodgers die Nationalhymne in Spanisch
  - Miami Gardens: Beginn der FIFA-Klub-Weltmeisterschaft 2025 (bis 13. Juli).
  - Washington, D.C.: Trumps Militärparade zum 250. Geburtstag der United States Army wird abgehalten
  - Landesweite „No Kings“-Proteste gegen die Politisierung des Militärs
- London/Vereinigtes Königreich: Südafrika gewinnt das Finale der dritten ICC World Test Championship gegen Australien mit fünf Wickets.

### Sonntag, 15. Juni 2025

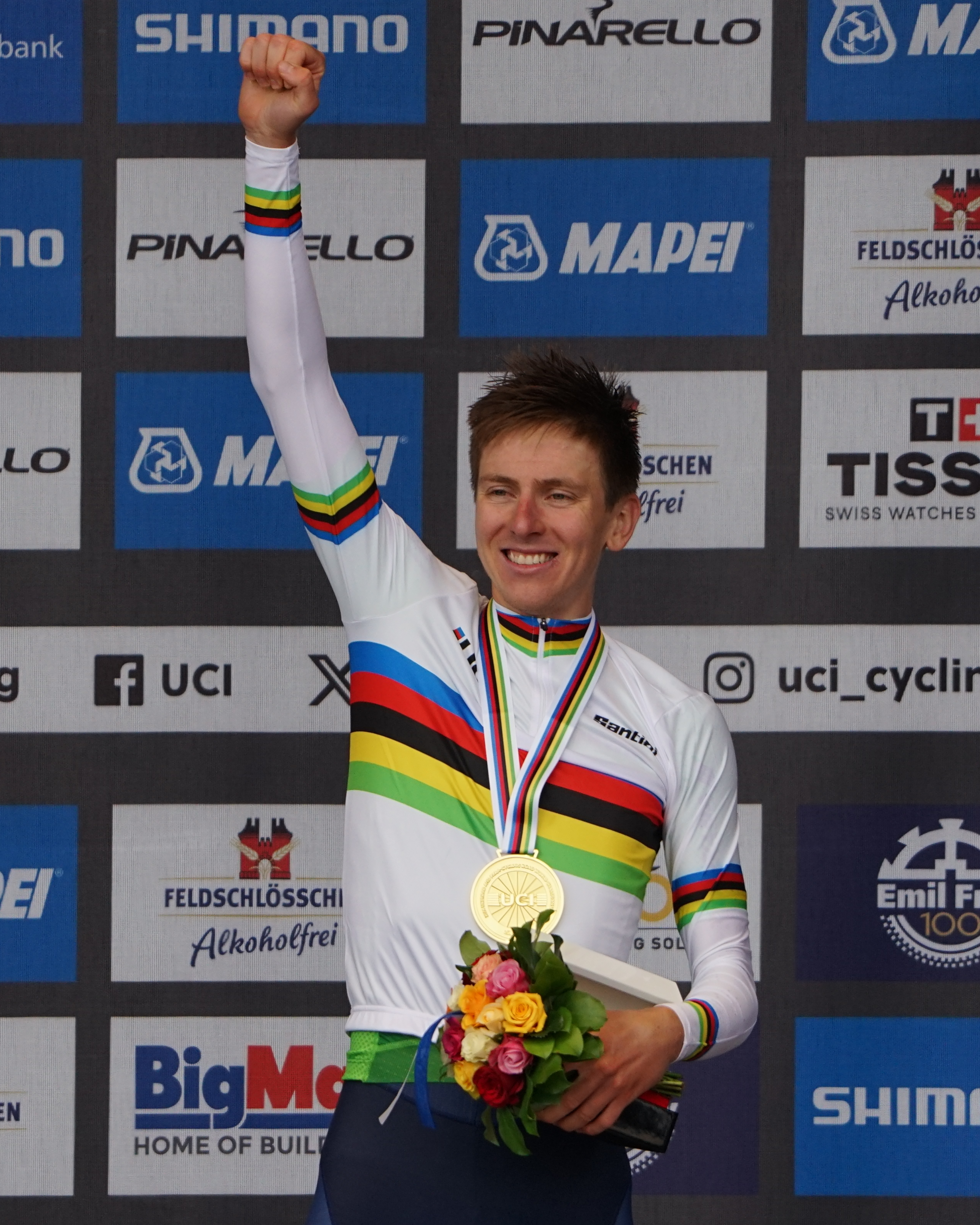
Tadej Pogačar (2024)

- Deutschland: Erster Veteranentag der Bundeswehr.
- Rheine/Deutschland: Eine Edelkastanie im Salinenpark wird vom Kuratorium Nationalerbe-Bäume der DDG zum Nationalerbe-Baum ausgezeichnet.[13]
- Köln/Deutschland: Im Endspiel der EHF Champions League der Männer schlägt der SC Magdeburg die Füchse Berlin.
- Mont Cenis/Frankreich: Tadej Pogačar gewinnt das Critérium du Dauphiné.
- Le Mans/Frankreich: Das 24-Stunden-Rennen von Le Mans findet seinen Abschluss.

### Dienstag, 17. Juni 2025

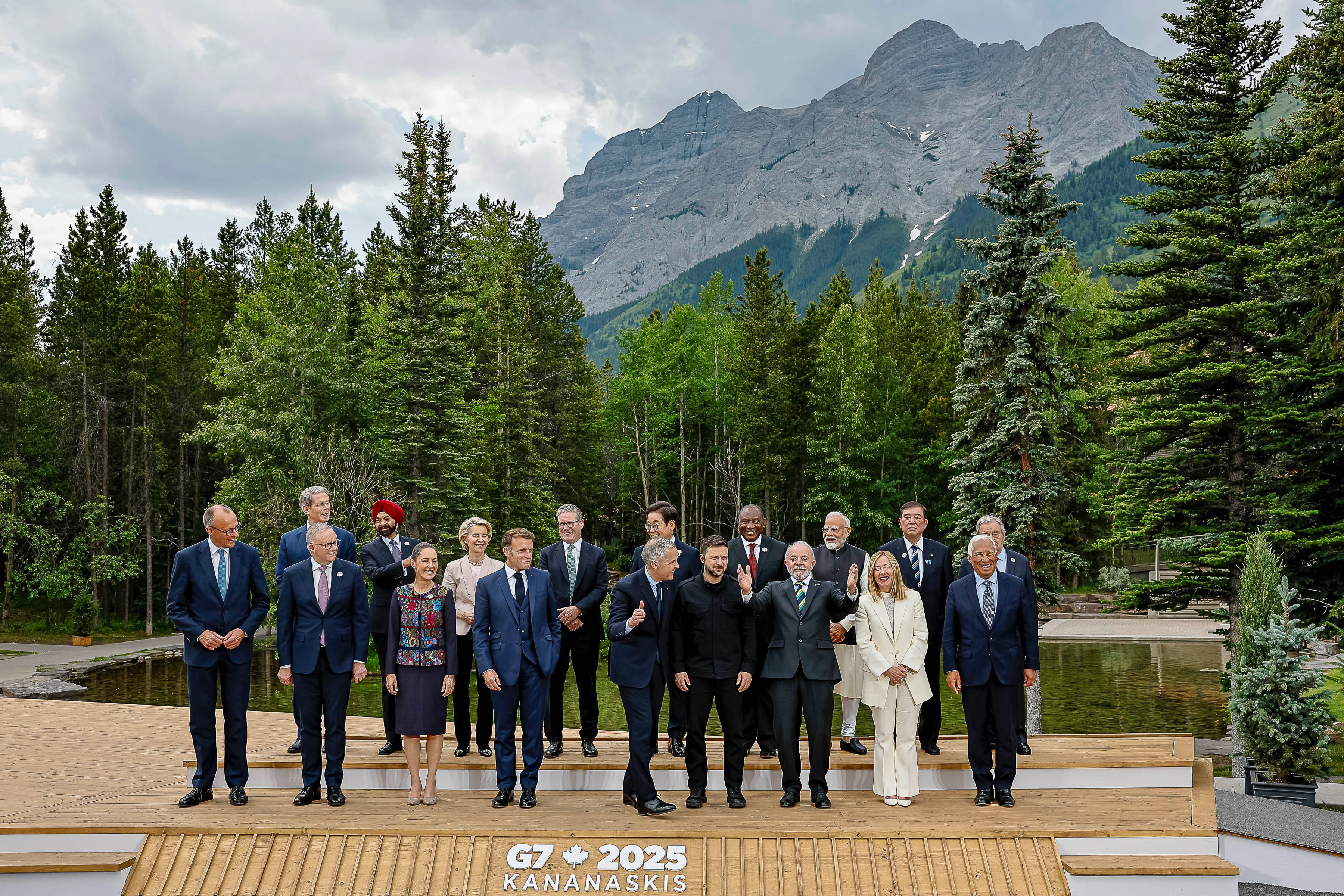
Teilnehmer und Gäste beim G7-Gipfel

- Hamburg/Deutschland: Verleihung des Deutschen Sachbuchpreises 2025 im kleinen Saal der Elbphilharmonie.
- Kananaskis/Kanada: Letzter Tag des G7-Gipfels in Kananaskis (seit 15. Juni).

### Mittwoch, 18. Juni 2025
- Polen: Beginn der U-21-Handball-Weltmeisterschaft (bis 29. Juni).

### Freitag, 20. Juni 2025
- Budapest/Ungarn: Letzter Tag der Judo-Weltmeisterschaft (seit 13. Juni).
- Ostsee: Abschluss des NATO-Manövers BALTOPS (seit 5. Juni).

### Samstag, 21. Juni 2025

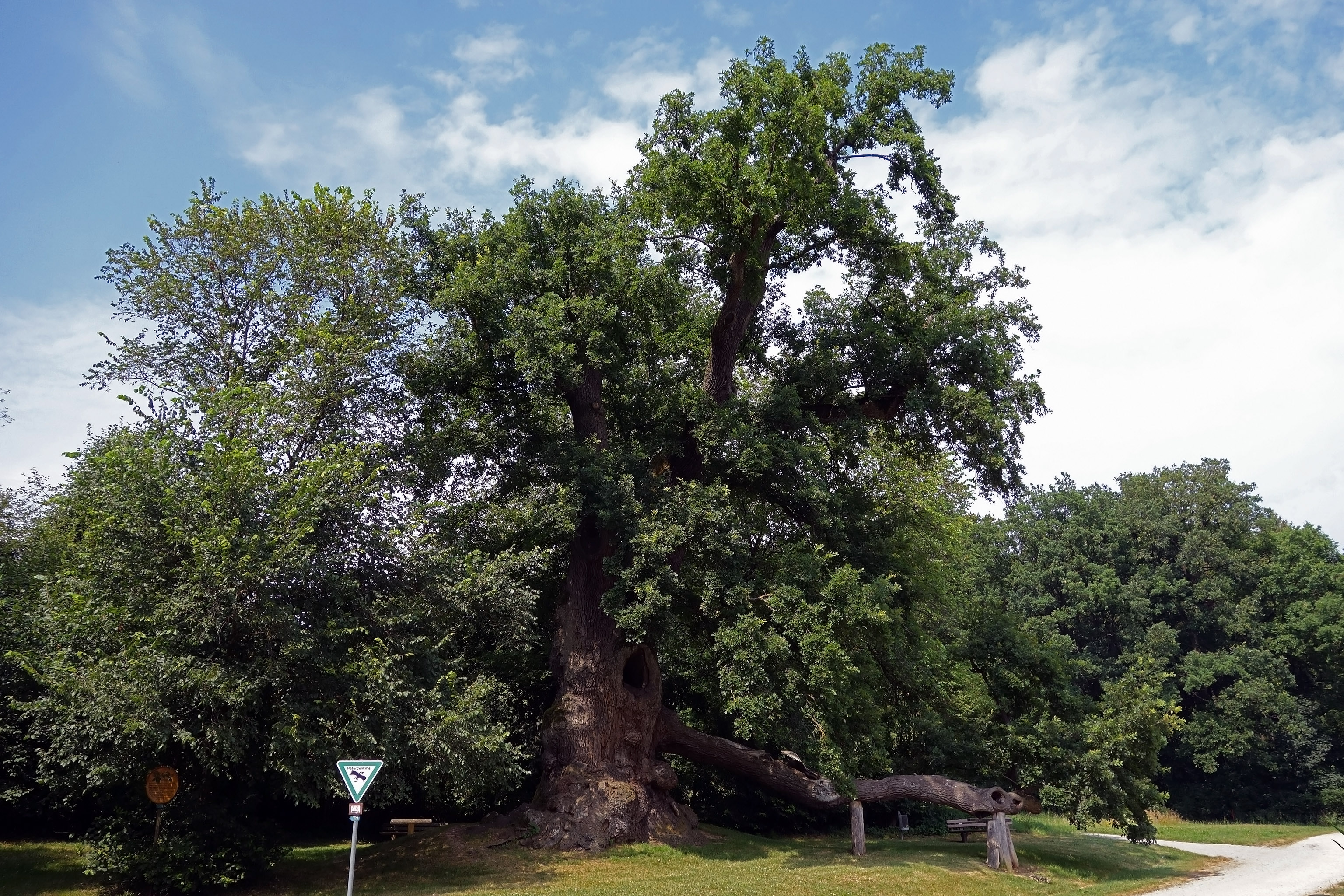
Sankt-Wolfgangs-Eiche (2013)

- Panama-Stadt/Panama: Aufgrund zum Teil gewalttätiger Eskalation der seit Monaten anhaltenden Proteste vieler Bevölkerungsgruppen gegen eine Rentenreform und gegen ein Abkommen mit den Vereinigten Staaten über verstärkte US-Militärpräsenz am Panamakanal verhängt die Regierung einen vorerst fünftägigen Ausnahmezustand über die Provinz Bocas del Toro. Für Privatnutzer wurden Internet und Mobilfunk gesperrt.[14] Die panamaische Tochtergesellschaft des Bananenunternehmens Chiquita hat bereits zuvor ihren seit Ende April streikenden tausenden Taglöhnern gekündigt und die Verwaltung ins Nachbarland Costa Rica verlegt.[15][16][17][18]
- Algier/Algerien: Beim Spiel zwischen dem MC Alger und dem NC Magra (0:0) kommt es zu einem Bruch einer Balustrade, die unter dem Gewicht der feiernden Fans zusammenbricht. Beim Sturz auf den Unterrang kommen mindestens 3 Menschen ums Leben und mindestens 81 Personen werden teils schwer verletzt.[19]
- Thalmassing/Deutschland: Das Kuratorium Nationalerbe-Bäume der DDG vergibt an die Sankt-Wolfgangs-Eiche die Auszeichnung zum Nationalerbe-Baum.[20]

### Sonntag, 22. Juni 2025
- Tokio/Japan: Präfekturparlamentswahl in Tokio.
- Stockhütte/Schweiz: João Almeida gewinnt die Tour de Suisse.
- Iran: Die USA bombardieren Atomanlagen in Fordo, Natanz und Isfahan und greifen damit in den israelisch-iranischen Krieg ein.
- Syrien: Auf die griechisch-orthodoxe Mar-Elias-Kirche in Damaskus wird ein Selbstmordanschlag verübt, bei dem 25 Menschen getötet werden.

### Montag, 23. Juni 2025

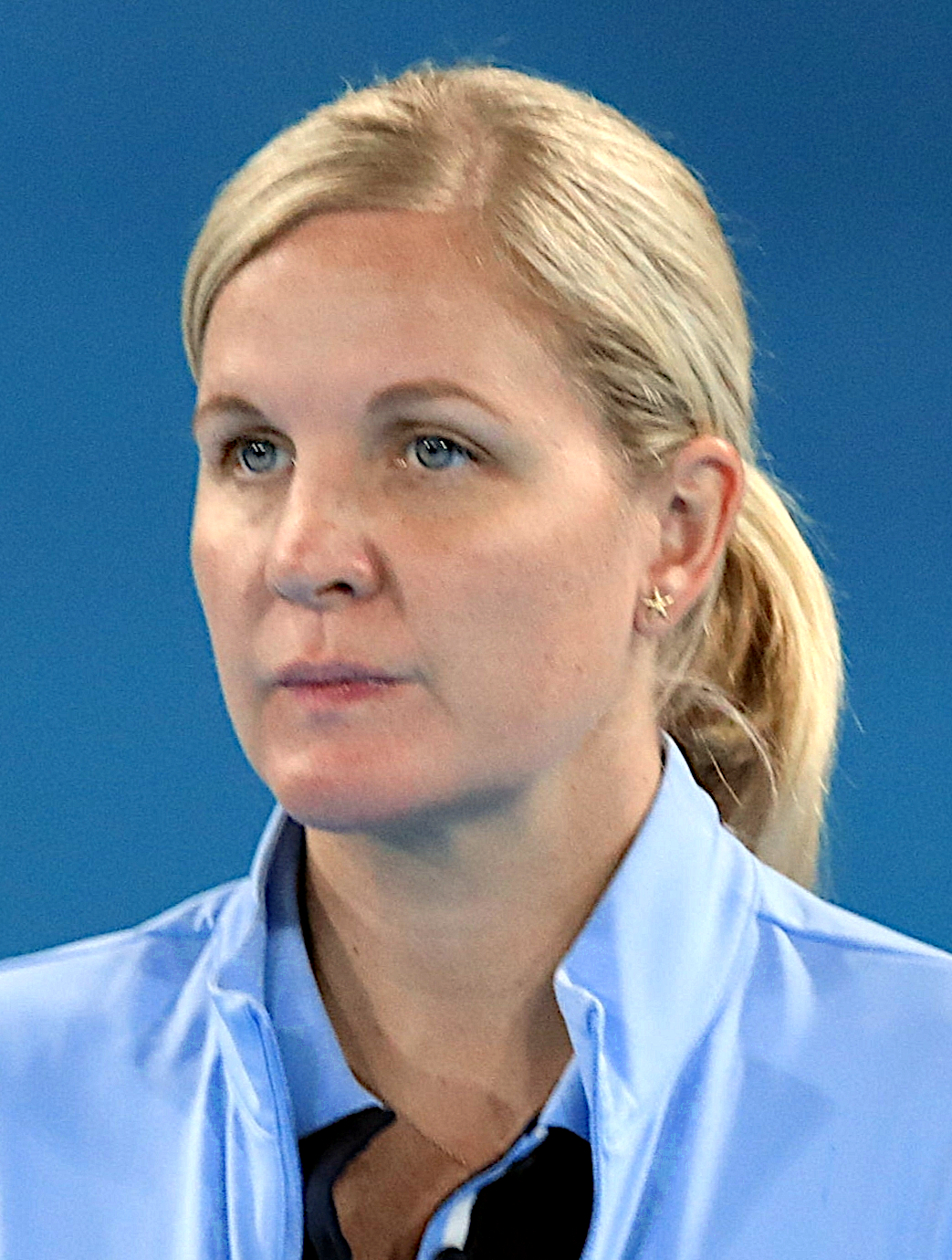
Kirsty Coventry (2018)

- Lausanne/Schweiz: Kirsty Coventry tritt ihr Amt als Präsidentin des Internationalen Olympischen Komitees an.
- Oklahoma City/Vereinigte Staaten: Im Finale der NBA-Saison schlagen die Oklahoma City Thunder die Indiana Pacers.

### Dienstag, 24. Juni 2025
- Den Haag/Niederlande: NATO-Gipfel (bis 25. Juni)
- Bello/Kolumbien: Bei einem Erdrutsch kommen mindestens 10 Menschen ums Leben.[21]

### Mittwoch, 25. Juni 2025
- Wien/Österreich: Der Biochemikerin Elly Tanaka wird der Wittgenstein-Preis, der mit 1,9 Millionen Euro höchstdotierte Wissenschaftspreis Österreichs, zuerkannt.[22]

- Frankreich: Nach extremer Hitze kommen bei heftigen Unwetter mit Sturmböen von bis zu 120 Kilometer pro Stunde zwei Menschen ums Leben. Mehrere Haushalte waren zeitweise ohne Strom.

### Donnerstag, 26. Juni 2025
- Bukarest/Rumänien: Im Finale der U-19-Fußball-EM schlägt die Mannschaft der Niederlande die spanische Mannschaft.
- München/Deutschland: Im Finale der Basketball-Bundesliga 2024/25 schlägt der FC Bayern München Ratiopharm Ulm.

### Freitag, 27. Juni 2025

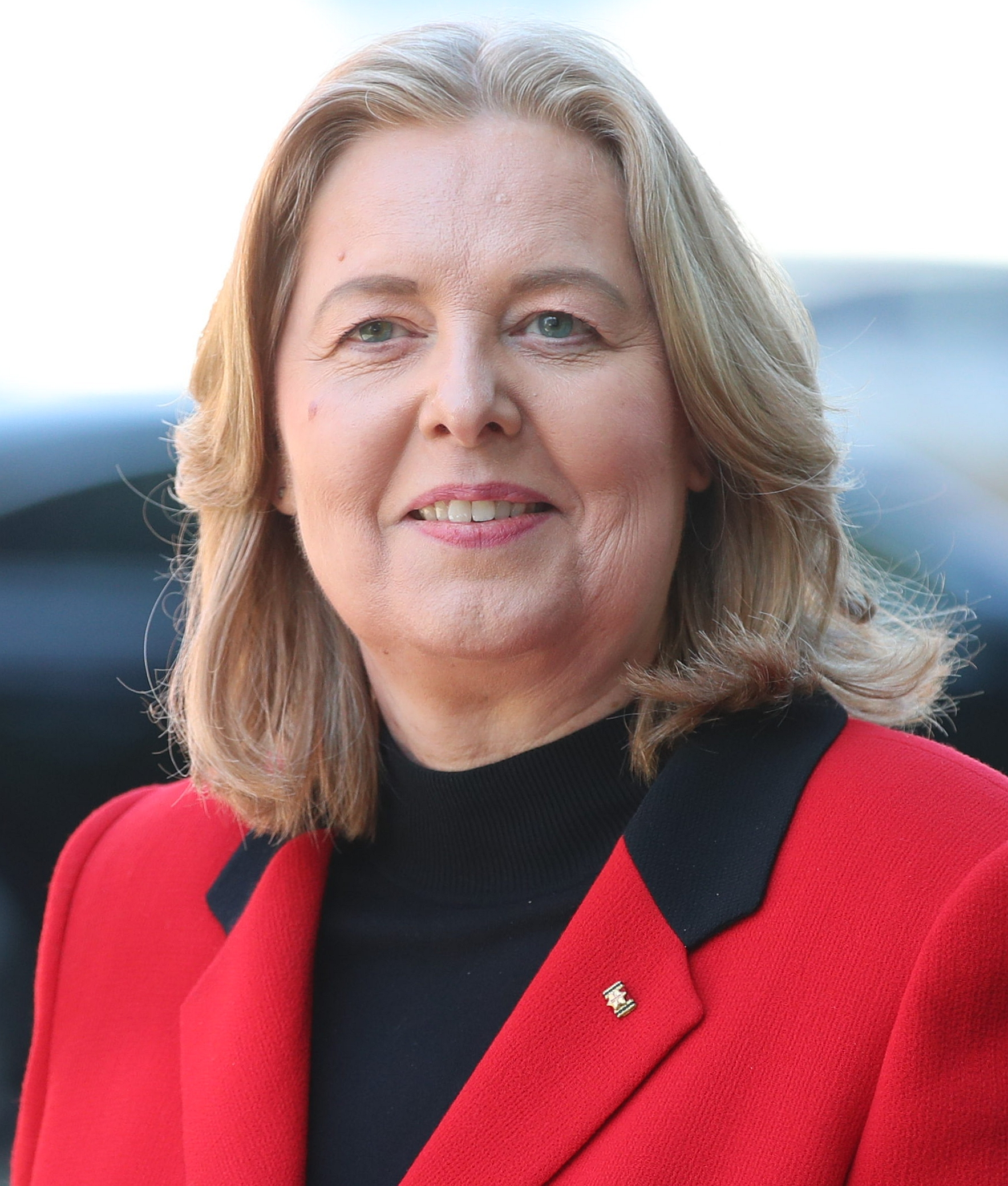
Bärbel Bas (2025)

- Berlin/Deutschland: Auf einem Bundesparteitag der SPD neu gewählt werden Bärbel Bas, gemeinsam mit Lars Klingbeil, zur Vorsitzenden sowie Tim Klüssendorf als Generalsekretär.
- Washington, D.C./Vereinigte Staaten: Die Demokratische Republik Kongo und Ruanda unterzeichnen ein Abkommen zur Beendigung des seit 2022 andauerndern Konflikts zwischen beiden Staaten.

### Samstag, 28. Juni 2025
- Bratislava/Slowakei: Im Finale der U-21-Fußball-EM schlägt das Team aus England die deutsche Mannschaft.
- Bad Homburg vor der Höhe/Deutschland: Mit Siegen von Jessica Pegula im Einzel sowie des Teams Guo Hanyu/Alexandra Panowa im Doppel finden die Bad Homburg Open ihren Abschluss.
- Innsbruck/Österreich: Philip Wohlgemuth wird zum Landesparteivorsitzenden der SPÖ Tirol gewählt.
- Salzburg/Österreich: Karoline Edtstadler wird zur Landesparteiobfrau der ÖVP Salzburg gewählt.

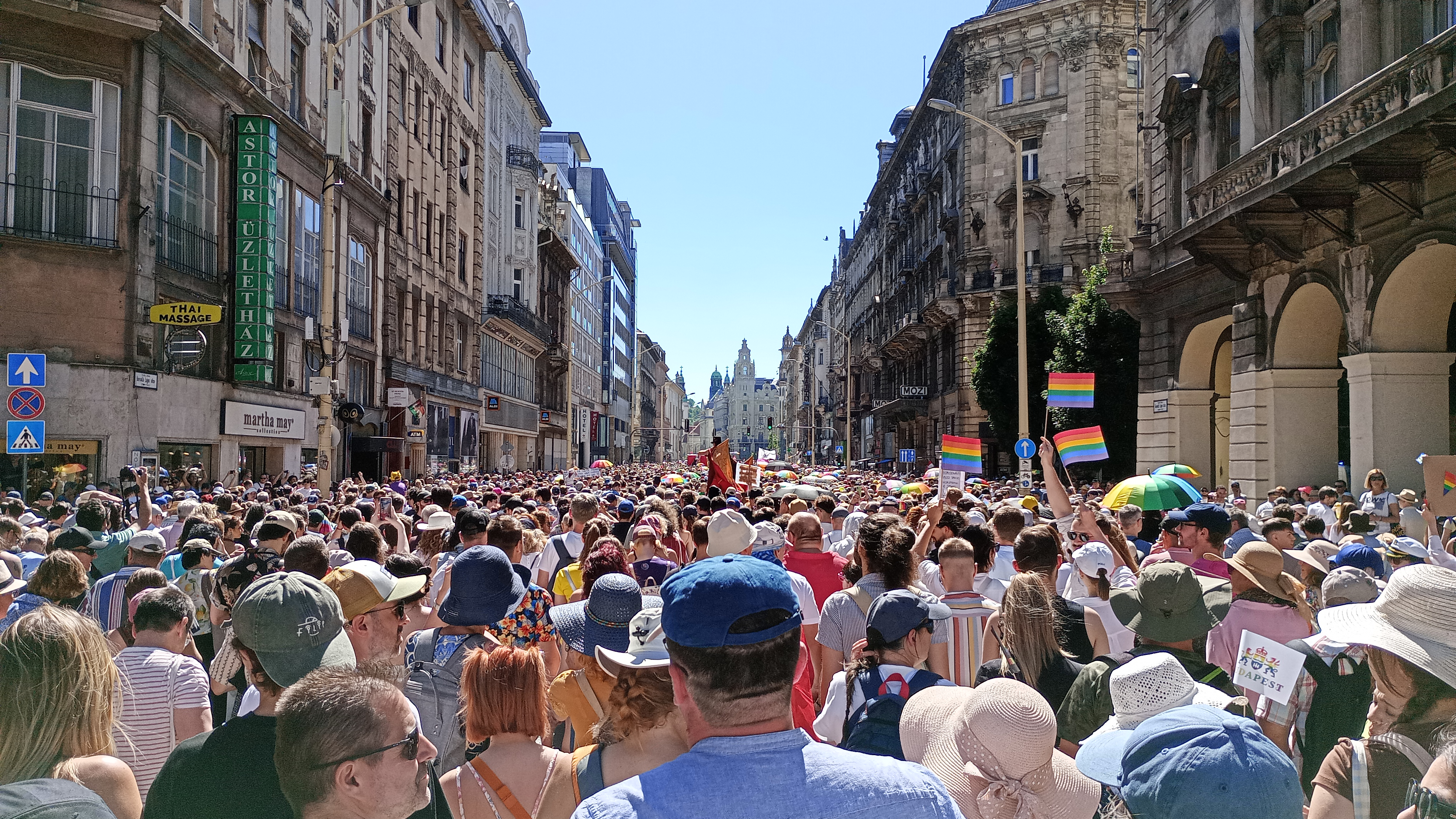
Budapest Pride 2025

- Budapest/Ungarn: An der diesjährigen Pride-Parade nehmen trotz Bußgeld- und Strafandrohung und eigens installierter Überwachungskameras bis zu 200.000 Menschen teil, so viele wie nie zuvor. Die Veranstaltung war, auf Grundlage einer mit den Stimmen des rechtskonservativen  Parteienbündnisses Fidesz–KDNP erfolgten Verfassungsänderung[23] und eines daraufhin erlassenen Gesetzes, polizeilich verboten worden. Der linksliberal-grüne Oberbürgermeister Gergely Karácsony hatte sie aber als erlaubnisfreie offizielle Veranstaltung der Stadt deklariert.[24][25]

### Sonntag, 29. Juni 2025

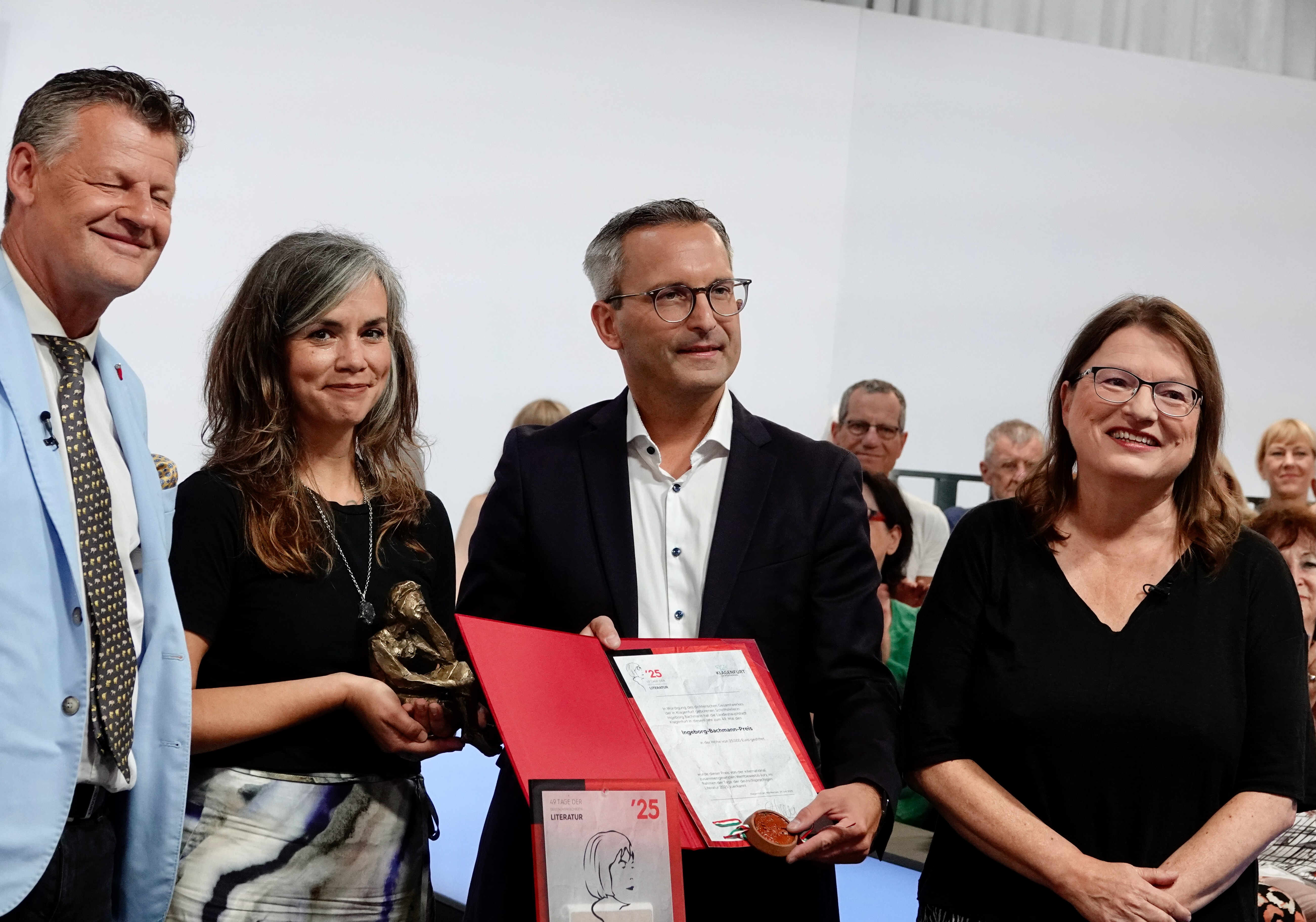
Ingeborg-Bachmann-Preis 2025 für Natascha Gangl (2. von links)

- Klagenfurt am Wörthersee/Österreich: Natascha Gangl wird der Ingeborg-Bachmann-Preis verliehen.

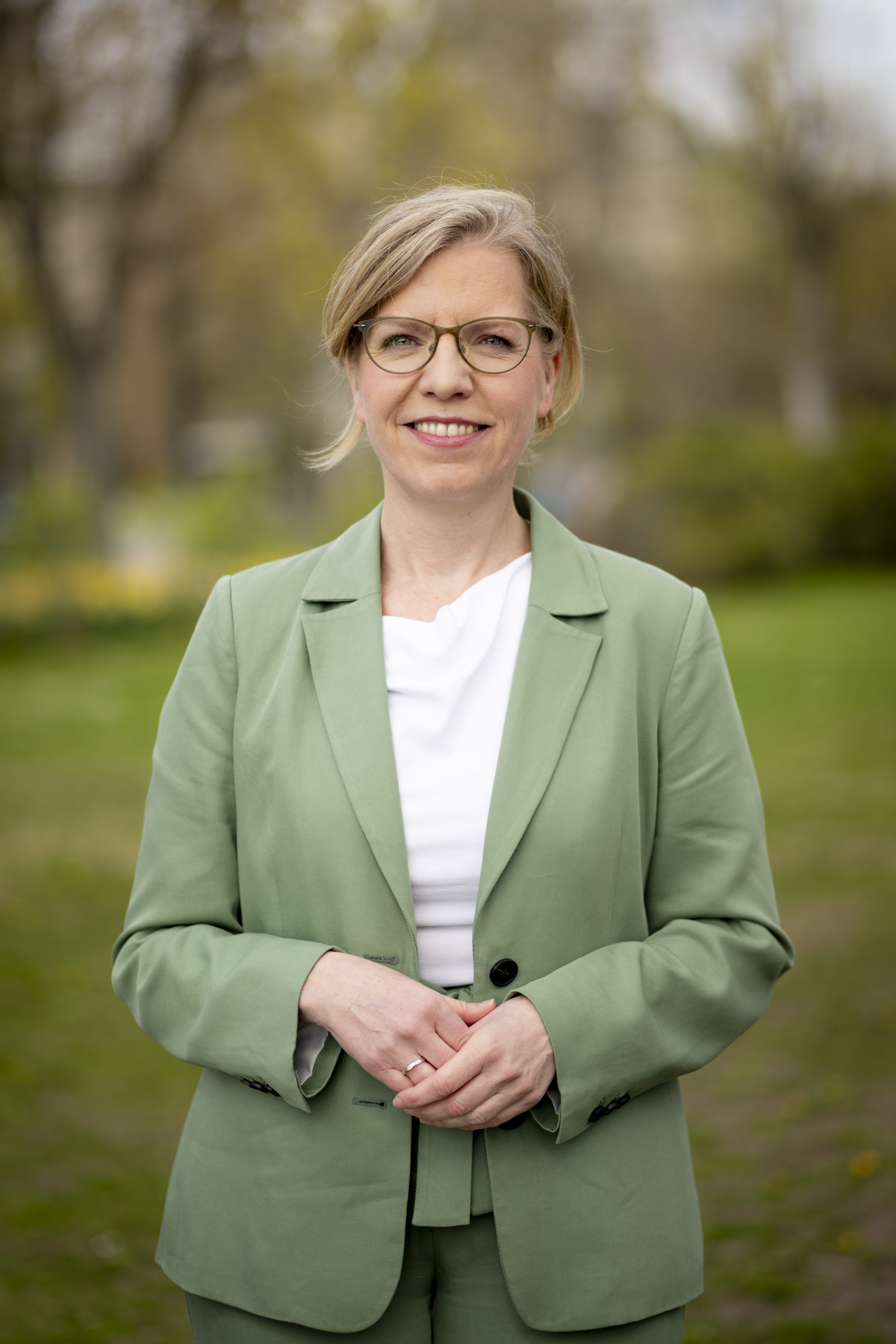
Leonore Gewessler (2025)

- Wien/Österreich: Auf einem Parteitag der Grünen wird Leonore Gewessler zur Nachfolgerin von Werner Kogler als Bundessprecher gewählt.
- Hongkong/Volksrepublik China: Die Liga der Sozialdemokraten löst sich offiziell auf.
- Madrid/Spanien: Letzter Tag der Leichtathletik-Team-Europameisterschaft (seit 26. Juni).
- Piräus/Griechenland: Im Finale der Basketball-Europameisterschaft der Damen schlägt das Team aus Belgien die spanische Mannschaft.
- Polen: Letzter Tag der U-21-Handball-Weltmeisterschaft (seit 18. Juni).
- Frankfurt am Main/Deutschland: Den Ironman Germany gewinnen Kristian Blummenfelt bei den Männern und Marit Lindemann bei den Frauen.
- El Granado/Spanien: Mit 46 °C wird ein neuer Juni-Rekord für Spanien registriert.

### Montag, 30. Juni 2025
- London/Vereinigtes Königreich: Beginn der Wimbledon Championships (bis 13. Juli)